# 禾塘咀
禾塘咀（英語：Wo Tong Tsui；「咀」通「嘴」）是香港新界葵涌的一個已消失海角，位於現今青山公路和昌榮路交界。

## 歷史
中葵涌橫龍仔是荃灣來往葵涌和九龍之必經之路，路上有多條客家村落，包括圍乪（歐陽屋）、圳邊（傅屋）、油麻磡（曾屋）、昂磡（陳姓）、禾塘咀（鄧屋）、梨木樹等。禾塘咀位於中葵涌北面，圓山仔南麓。村旁有從大帽山南麓經葵涌流出垃圾灣的河水，是為大坑。
禾塘咀村與油麻磡村相鄰，油麻磡曾屋與禾塘咀鄧屋是新界原居民村落，曾屋有廿多間村屋，鄧屋有十多間村屋，分別位於現今美達中心和葵涌青山公路休憩處。油麻磡曾屋於清乾隆年間開村，禾塘咀鄧屋則於道光年間開村，源自八鄉橫台山鄧氏。兩村原隸屬於荃灣鄉事委員會。油麻磡載於新界鄉議局編著的《新界原有鄉村名冊》，在1905年批出的集體官契兩村記錄於油麻磡名下。
1920年，青山公路完工，葵涌一段青山公路穿過橫龍仔各村。1950年代，葵涌發展一日千里，油麻磡周邊陸續建成不同工廠，以食品廠和醬油廠佔多數，葵涌大坑南面部份亦改道成一條大坑渠。1952年，中葵涌各村在油麻磡合辦葵涌公立學校。
1960年代初，政府與中葵涌各村商討遷村方案，與騰出土地發展現代化都市。當中傅屋、曾屋、鄧屋和昂磡村民在風水師的建議下覓得圓山仔東麓、昂磡村後的山谷作遷村選址。鄧屋村民希望一同搬遷村內一幢百年祠堂，但其他三族均沒有打算在新村興建祠堂。在三族的反對下，傅、曾、陳三族率先在1969年遷往圓山仔東麓，新村名為中葵涌村。禾塘咀山咀一帶在1960年末開始平整，1980年代初鄧屋遷到現今油麻磡重置村（英語：Yau Ma Hom Resite Village），上葵涌村村民曾於1960年代作出反對油麻磡重置村的選址，擔心其日後擴展會影響大白田村。
油麻磡重置村村內設鄧氏祠堂一間。除了鄧屋，油麻磡重置村亦有其他荃灣鄉村落遷入，例如下花山村。油麻磡重置村建成後，並沒有加入荃灣鄉事委員會，因此無法選舉村代表。
現今禾塘咀與海岸線已有長達2公里的距離，今日附近有禾塘咀街以此命名。

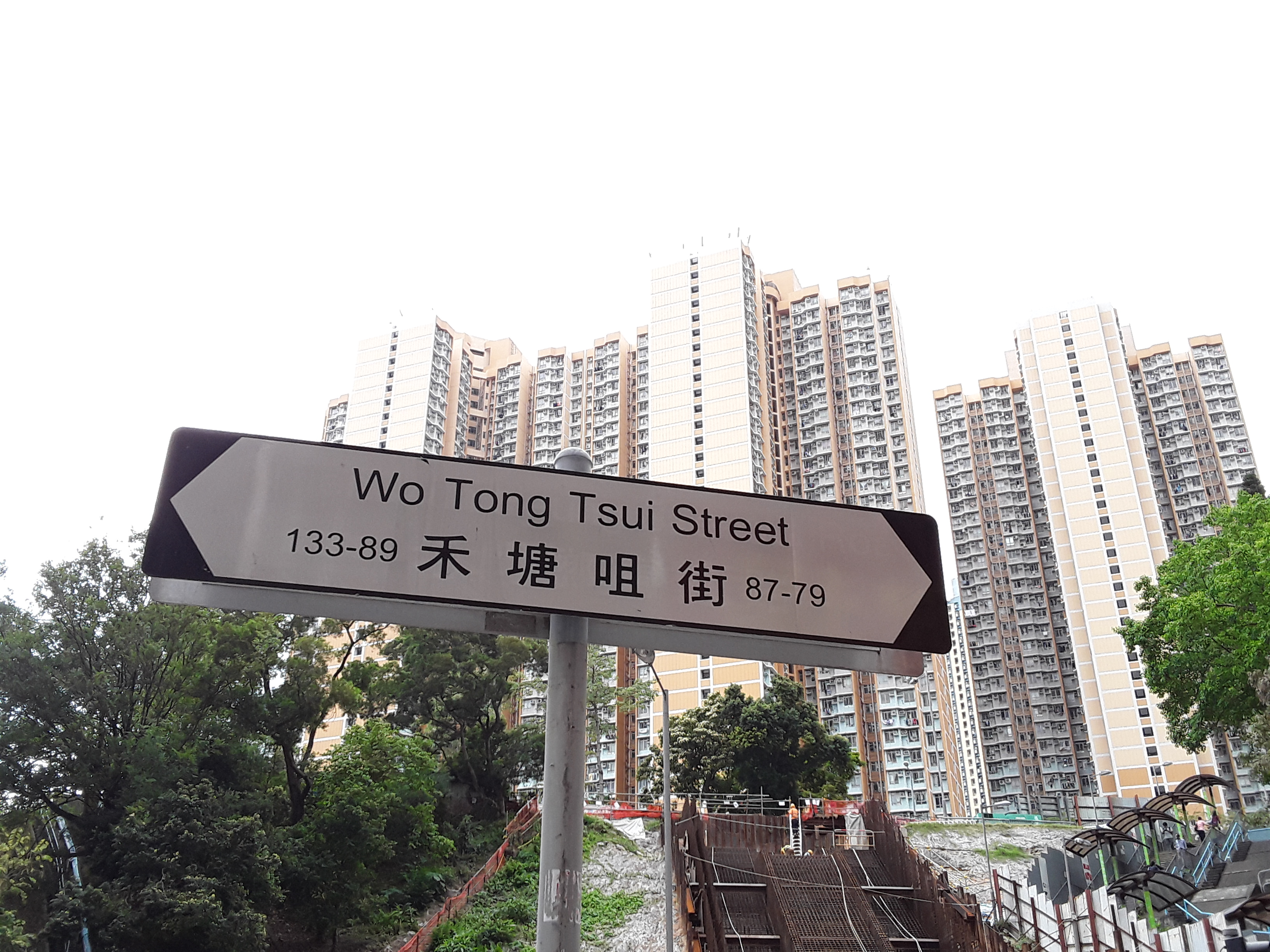
禾塘咀街路牌，背後是葵涌邨與興建中之斜道式升降機

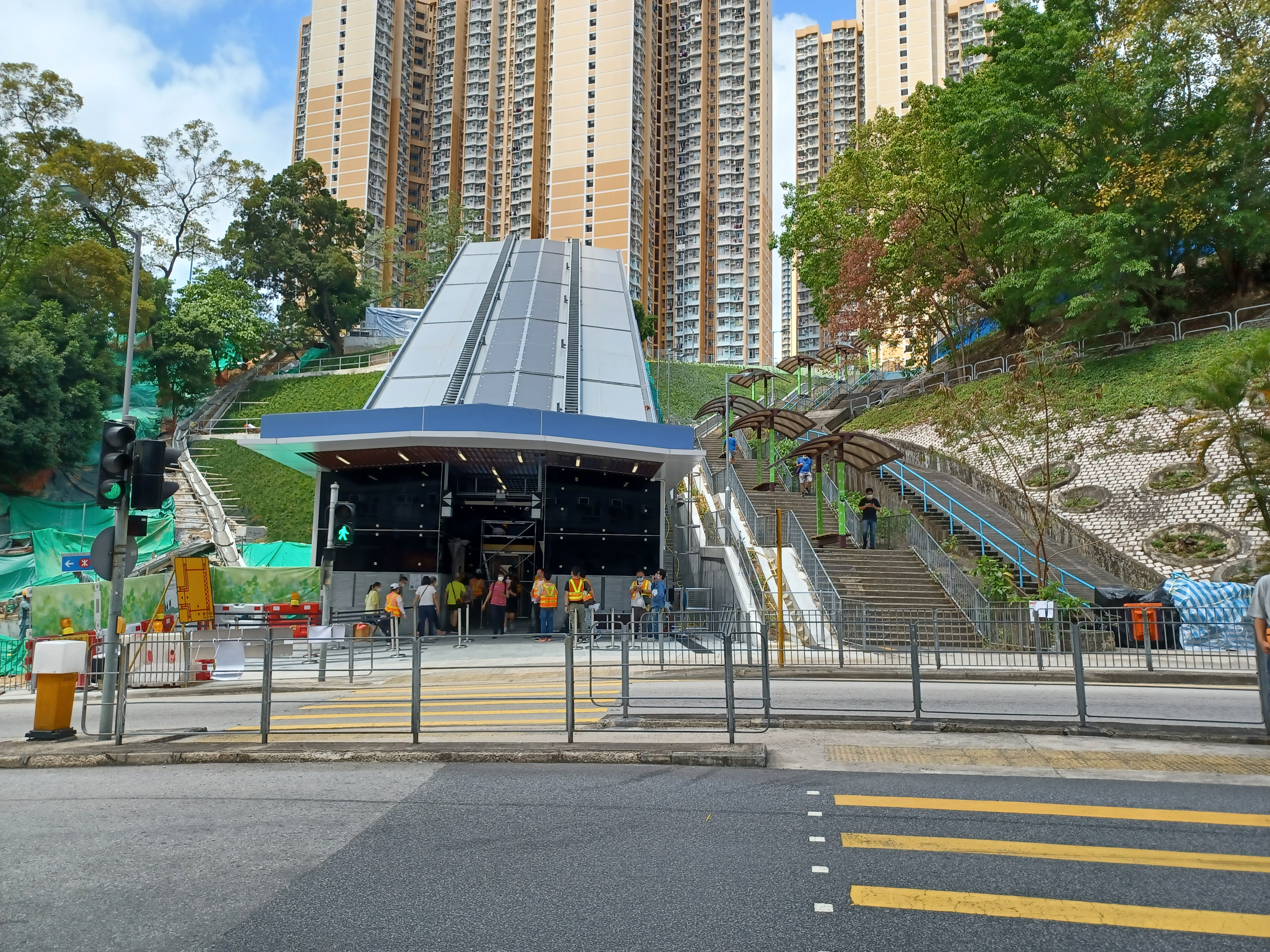
已啟用的斜道式升降機

## 街道

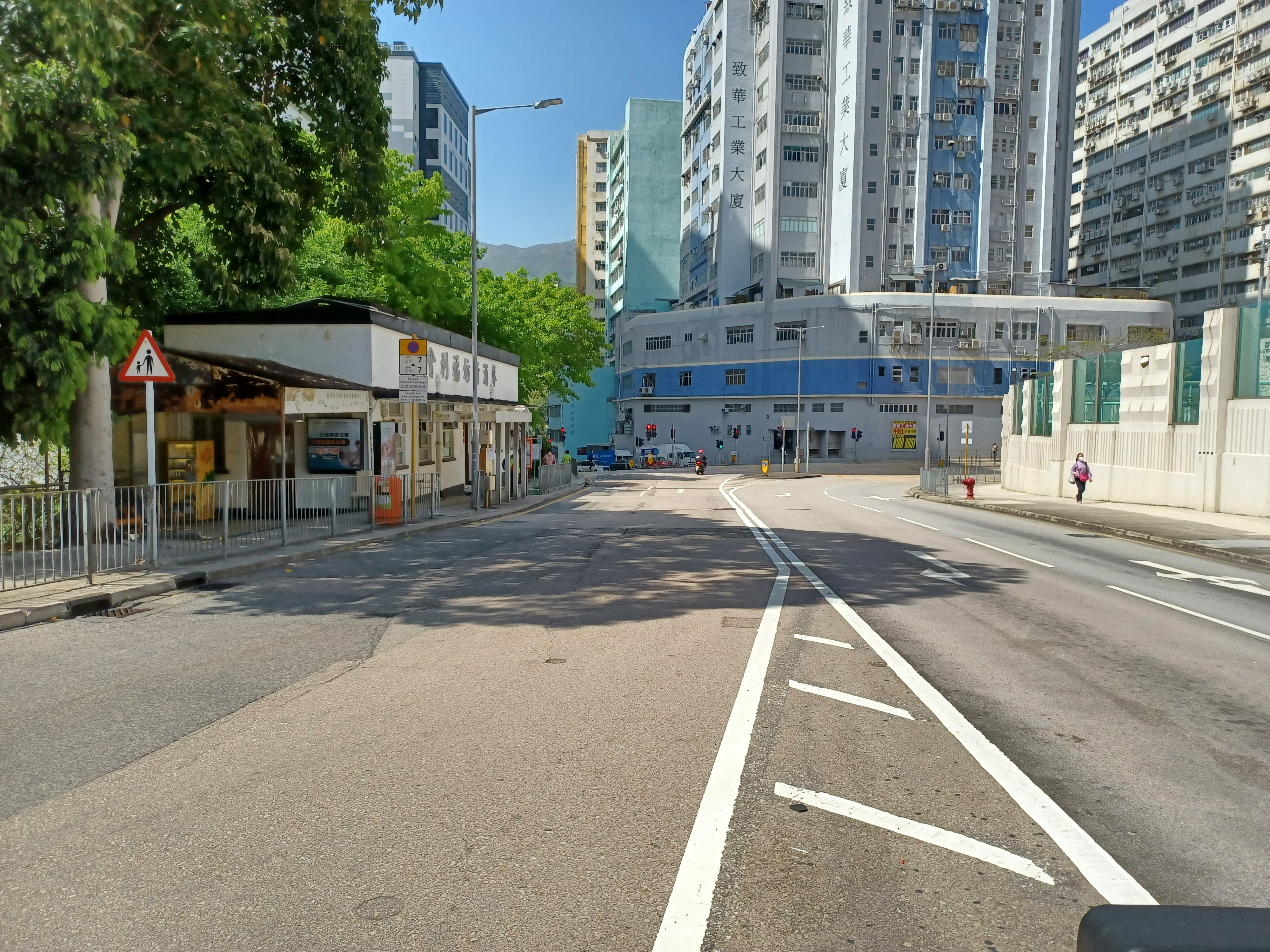
禾塘咀街近大窩口道

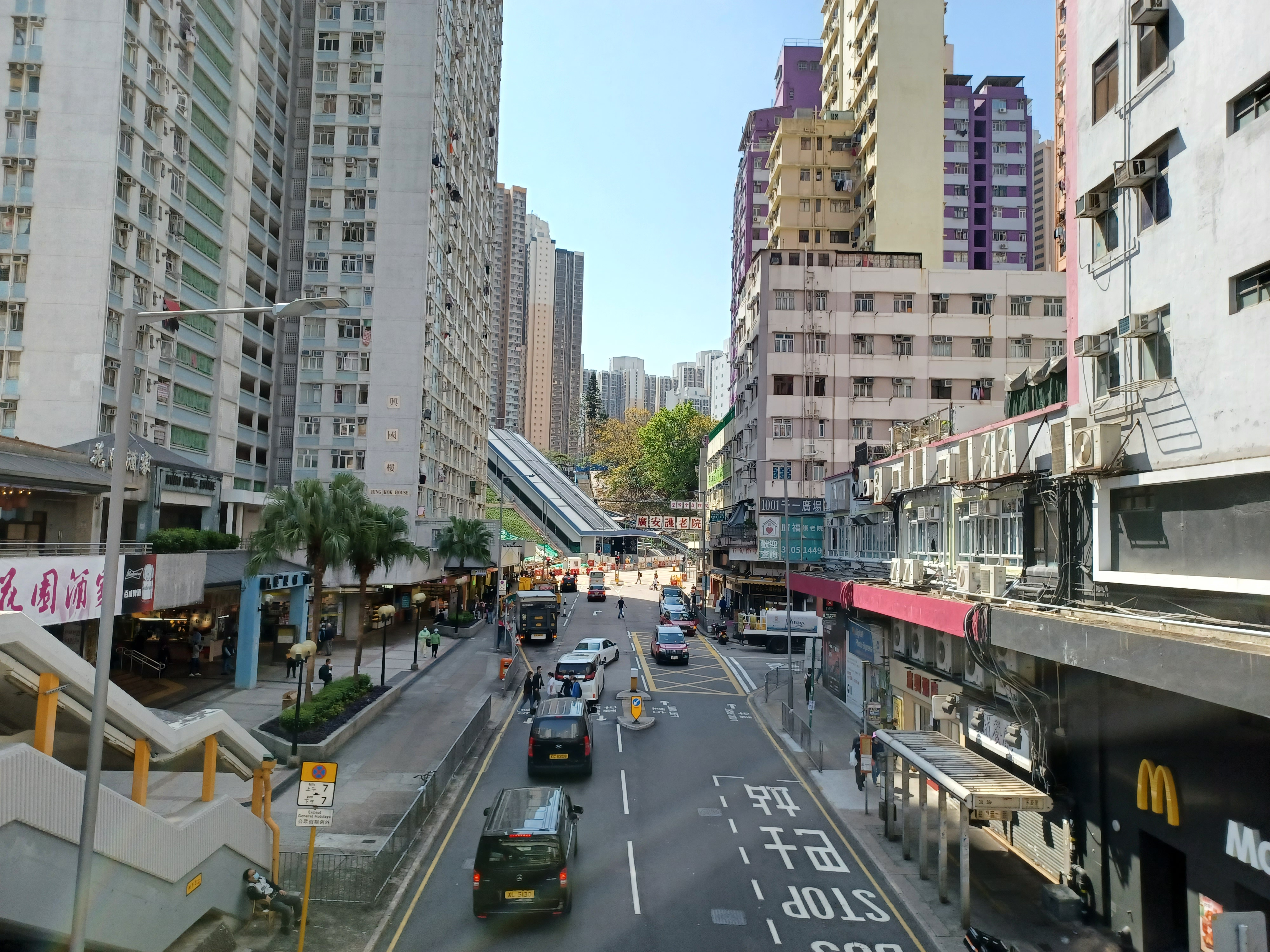
禾葵里

禾塘咀街（其中德昌大廈外一段禾塘咀街已改名為「禾葵里」）